# ناحية سعسع
ناحية سعسع إحدى نواحي سوريا تتبع إداريّاً لمحافظة ريف دمشق منطقة قطنا ومركزها بلدة سعسع، بلغ تعداد سكان الناحية 45,233 نسمة حسب التعداد السكاني لعام 2004.

## بلدات وقرى ناحية سعسع
أبو قاووق، العدنانية، بيت سابر، بيت تيما، دير ماكر، دناجي، دورين، حمريت، الهبارية، حوش النفور، كفر حور، كناكر، ماعص، النفور، القليعة، سعسع، الشوكتلية، جسر الصفراء، رسم الطحين.